# Ichilo

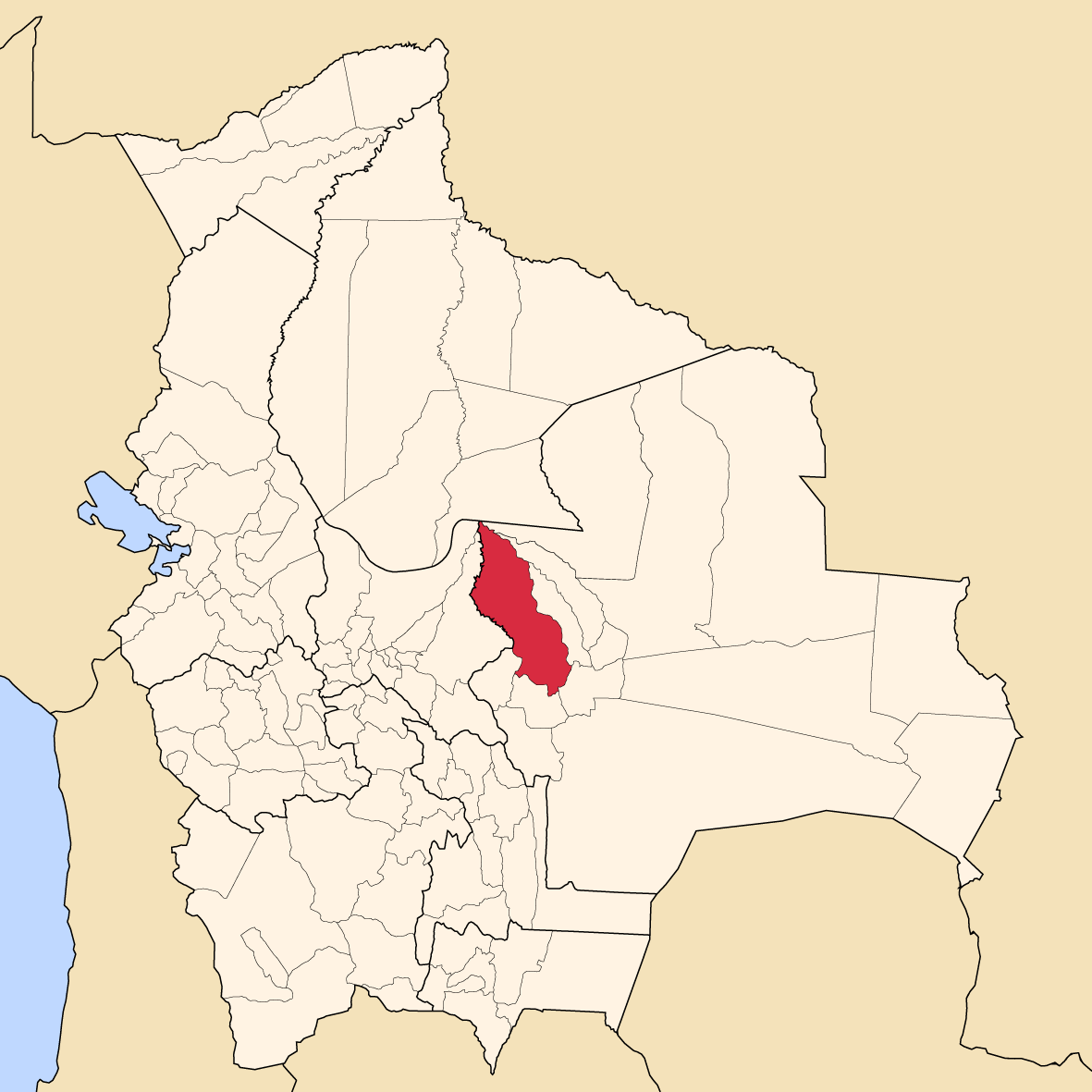
Provinsens läge i Bolivia

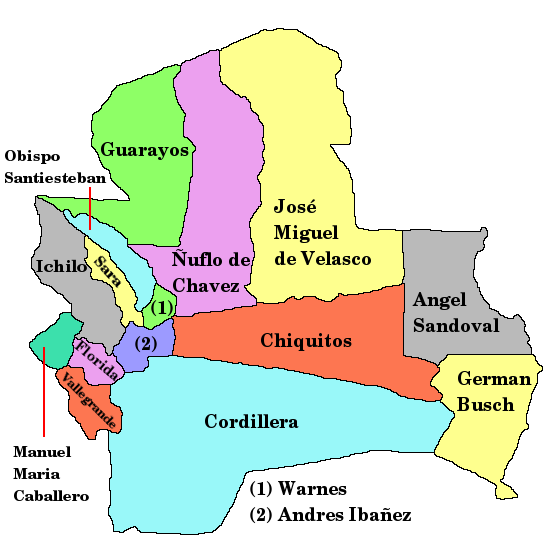
Provinser i Santa Cruz

Ichilo är en provins i departementet Santa Cruz i Bolivia. Den administrativa huvudorten är Buena Vista.